# Vranská přehrada
Vranská přehrada är en dammbyggnad i Tjeckien.   Den ligger i regionen Mellersta Böhmen, i den centrala delen av landet, 17 km söder om huvudstaden Prag. Vranská přehrada ligger 198 meter över havet. Den dämmer upp sjön Údolní nádrž Vrané.